# Gare de Saint-Eulien
Gare de Saint-Eulien vasútállomás Franciaországban, Saint-Eulien településen.

## Vasútvonalak
Az állomást az alábbi vasútvonalak érintik:
- Blesme-Haussignémont-Chaumont-vasútvonal

## Kapcsolódó állomások
A vasútállomáshoz az alábbi állomások vannak a legközelebb: